# Philippe Coclers
Philippe Coclers (Luik?, rond 1660/65 - Pietersheim, 5 juli 1721) was een Zuid-Nederlands portretschilder en de stamvader van een Luiks-Maastrichts geslacht van schilders. Samen met Gérard Douffet, Walthère Damery, Bertholet Flémal, Jean-Guillaume Carlier en Englebert Fisen behoort hij tot de belangrijkste 17e-eeuwse barokschilders in het prinsbisdom Luik, ook wel Luikse School genoemd.

## Levensbeschrijving
Philippe Coclers werd waarschijnlijk rond 1665 te Luik geboren, waar zijn ouders Georges Coclers en Albertine Liboy een huis bewoonden, genaamd "A la Verte Treille".
Van 1679 tot 1680 verbleef hij in Italië, waarna hij zich aanvankelijk in Luik vestigde (1680-1690), daarna in Maastricht (1690-1702) en vanaf 1702 opnieuw te Luik, waar hij hofschilder werd van de Luikse prins-bisschop Jozef Clemens van Beieren.
Tijdens zijn Maastrichtse jaren huwde hij Maria Magdalena Loos (of Lhoost/Lhoist), die uit een oude familie uit Geldenaken kwam. Het echtpaar kreeg vijf kinderen. Hun zoon Jean-Baptiste Coclers en diverse kleinkinderen werden eveneens bekende schilders.
Op 5 juli 1721 kwam Philippe Coclers bij een tragisch ongeval om het leven, toen een deel van het Kasteel van Pietersheim instortte. Hij werd begraven op het kerkhof te Lanaken.

## Werken
- Portret van Maria, freule van Wittenhorst, erfgename van Huys ter Horst, 1690 (Bonnefantenmuseum, Maastricht)
- Portret van een onbekende man in harnas, 1691 (privécollectie)
- Kindermoord te Bethlehem (Minderbroederskerk, Rekem)
- Heilige Familie, 1699 (Johannes de Doperkerk, Oud-Valkenburg)[2]
- Portret van schepen Johan Hendrik Baumhauer, 1715 (privécollectie)
- Portret van Jansen van Oyenbrugge, 1720 (Bonnefantenmuseum)
- Portret van een onbekende vrouw, 1720 (Bonnefantenmuseum)

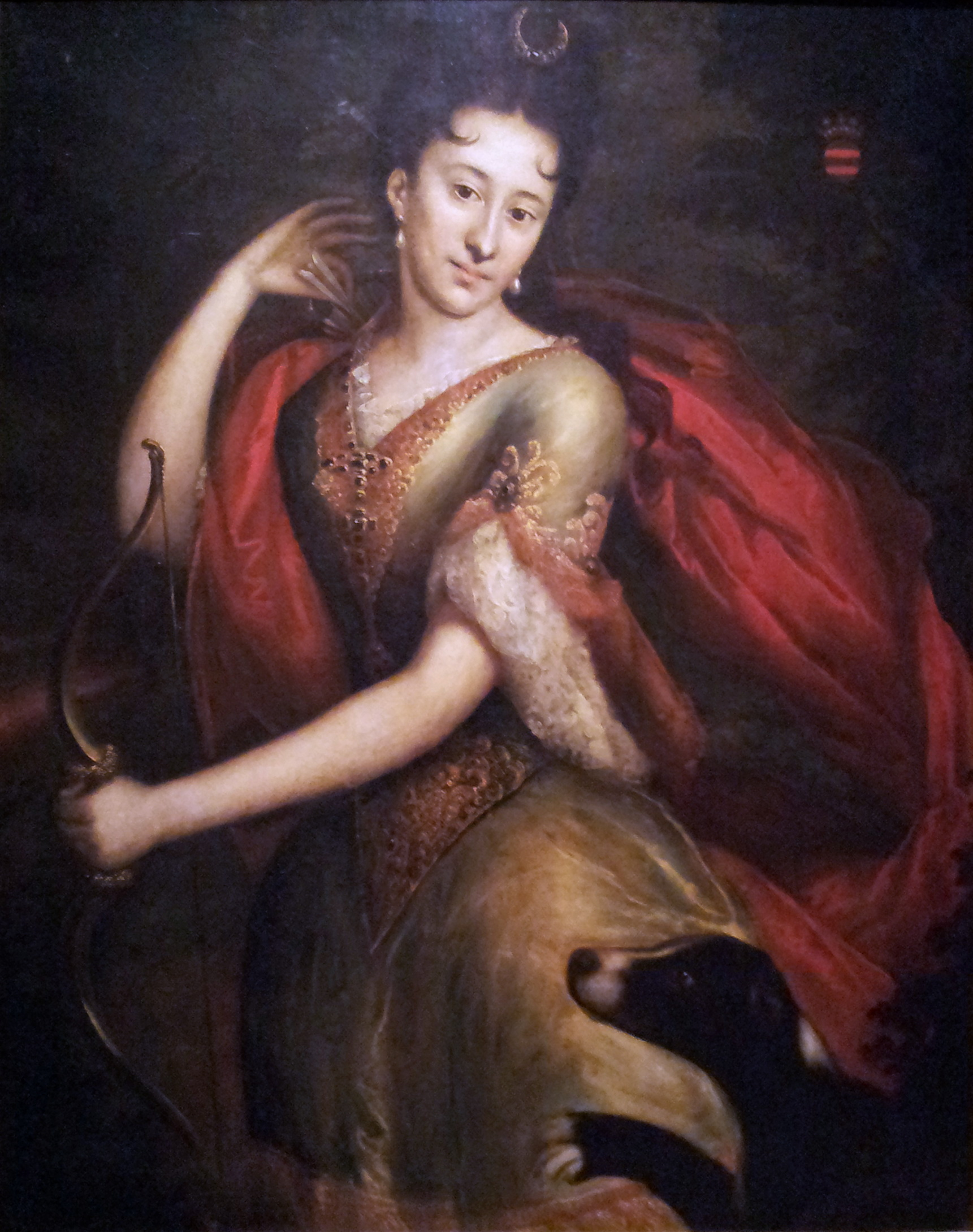
Portret freule van Wittenhorst
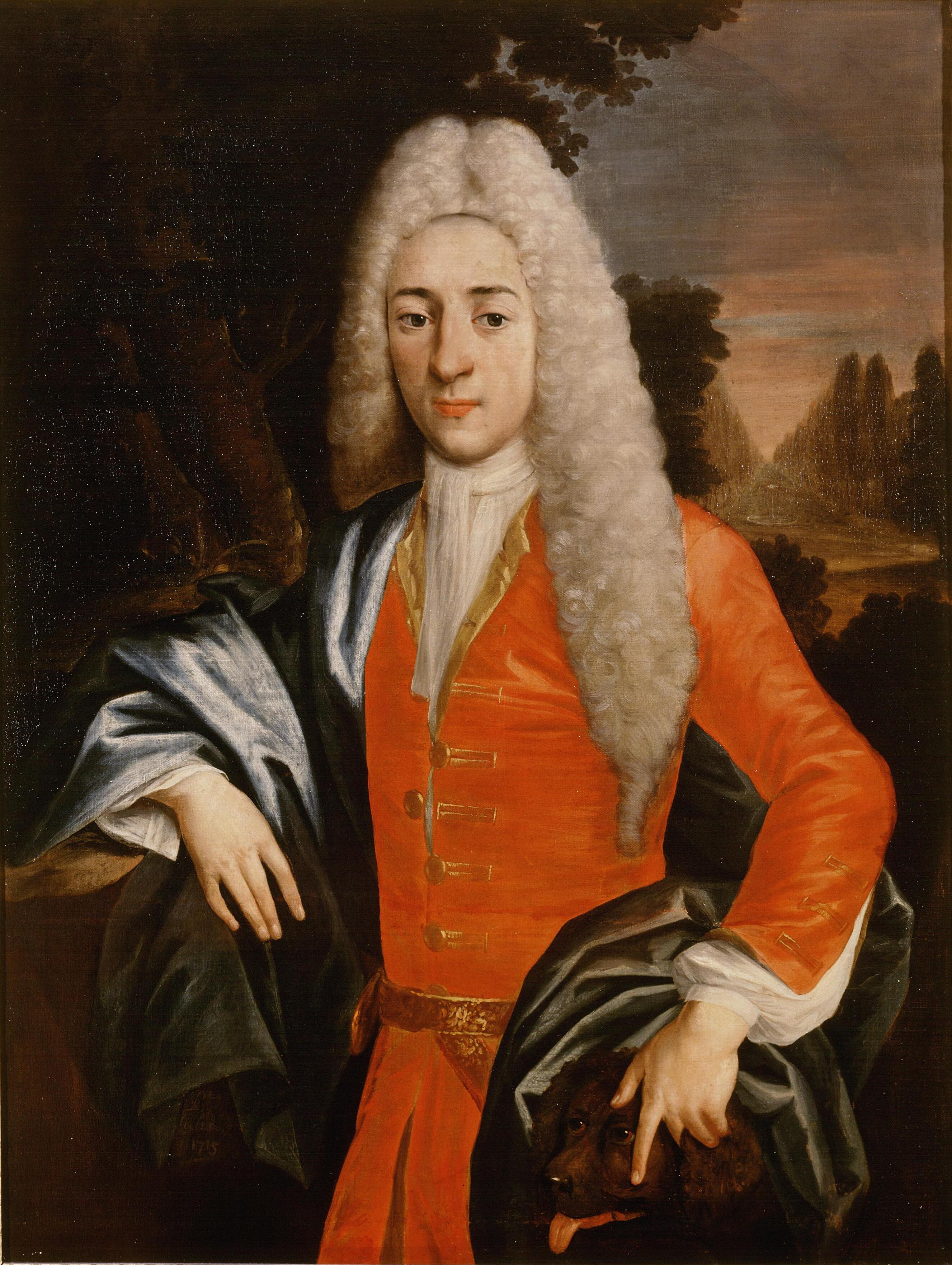
Portret Johan Hendrik Baumhauer
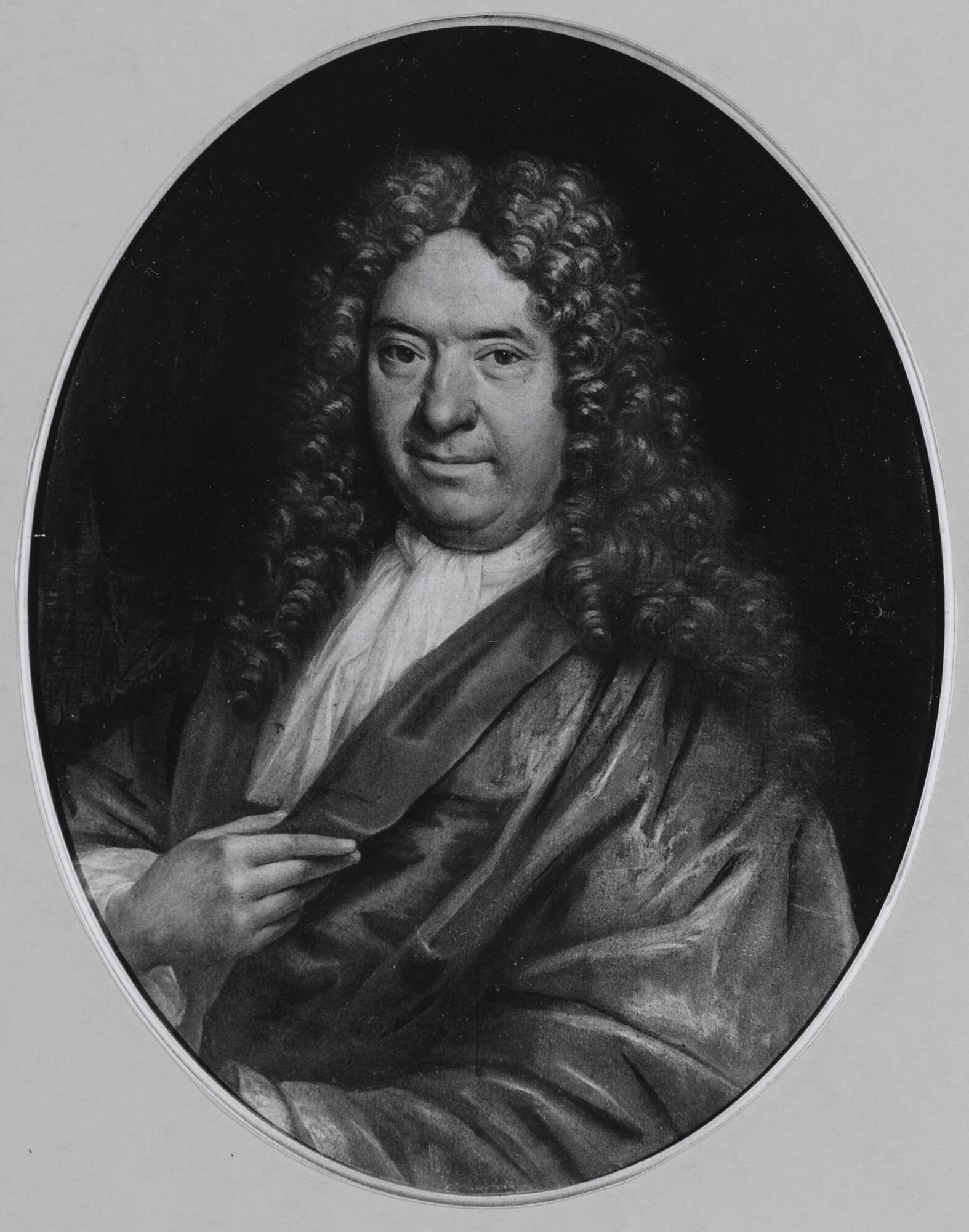
Portret Jansen van Oyenbrugge
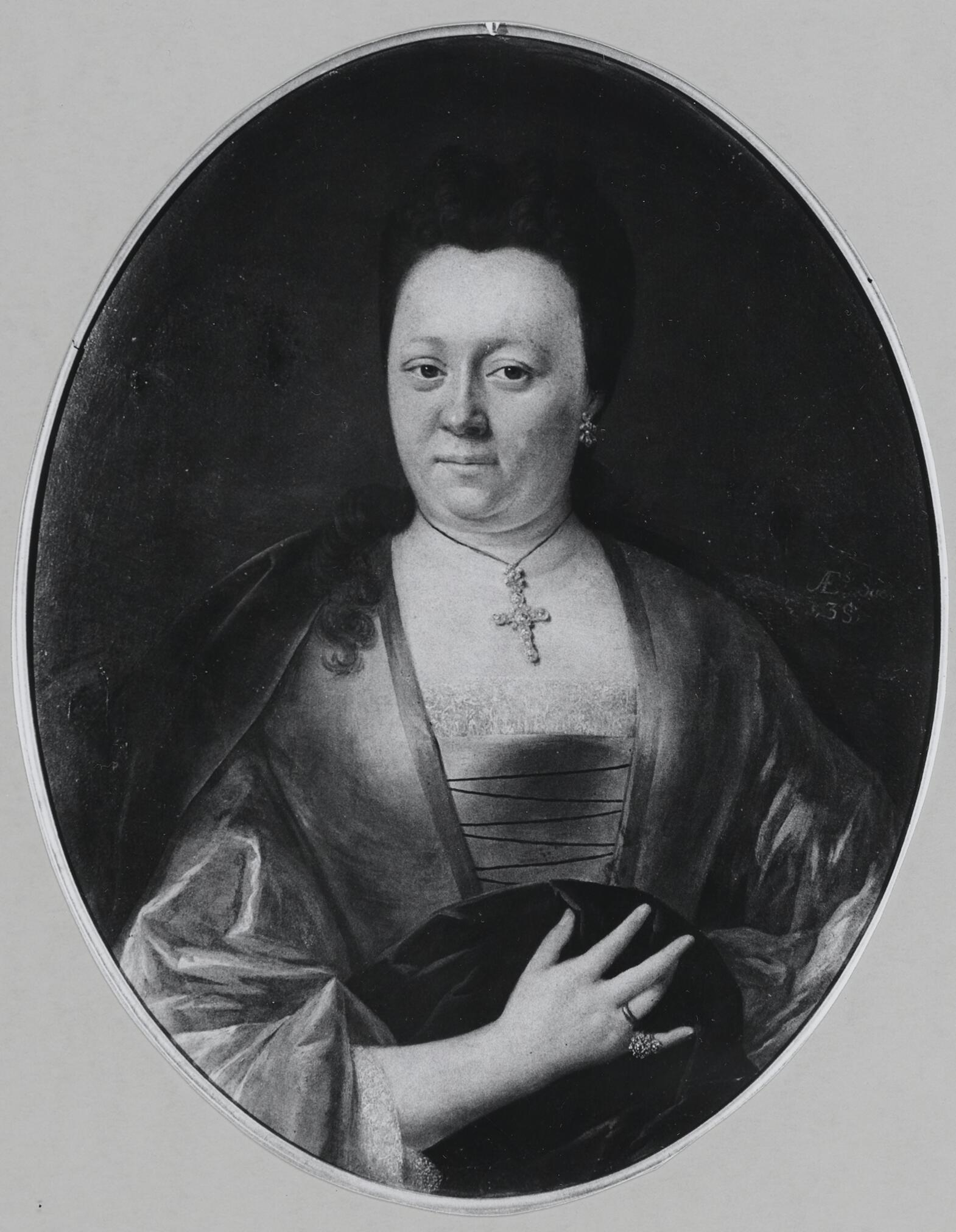
Portret onbekende vrouw